# کن لینچ
کن لینچ (انگلیسی: Ken Lynch؛ ‏ ۱۵ ژوئیهٔ ۱۹۱۰ – ۱۳ فوریهٔ ۱۹۹۰) بازیگر سینما، تئاتر و تلویزیون اهل ایالات متحده آمریکا بود. او همواره در به تصویر کشیدن مأموران قانون و کارآگاهان خبره، تبحر خاصی داشت.

## گزیده فیلم‌شناسی
- بی‌صدا فرار کن، بی‌صدا دور شو (فیلم ۱۹۵۸) (۱۹۵۸)
- تشریح یک قتل (۱۹۵۹)
- شمال از شمال غربی (۱۹۵۹)
- روزگار شراب و گل‌های سرخ (۱۹۶۲)
- هتل (فیلم ۱۹۶۷) (۱۹۶۷)
- تورا! تورا! تورا! (۱۹۷۰)
- مک‌کلاود[۲] (۱۹۷۷–۱۹۷۲)